# 한국석유공사 쿠르드 원유개발사업
한국석유공사 쿠르드 원유개발사업은 2008년 2월 이명박 대통령 당선인이 방한한 니제르반 바르자니 쿠르드 자치정부 총리와 합의한 사업이다. 2008년 6월 본계약이 체결되었다.

## 이라크
이라크는 사우디아라비아에 이어 세계 2위 석유 매장국이다. 확인 매장량은 1,150억 배럴에 달한다. 유전개발 비용도 매우 저렴해 배럴당 3달러 수준이다. 그러나 정치, 외교, 치안등의 문제로 대부분의 지역에서 아직 유전개발이 덜 된 상태에 있다.

## 중앙정부와의 갈등
중동의 집시인 쿠르드족은 수천년간 독립국가를 이루지 못했다. 현재에도 터키, 이라크 등 여러 나라에 분산되어 소수민족으로 살고 있다. 아랍국들은 쿠르드족의 독립을 매우 경계하고 있으며, 독립에 큰 재정적 뒷받침이 될 쿠르드족 자치정부의 독자적 원유 수출도 이라크 중앙정부가 막으려고 한다.
2009년 5월 이라크 중앙정부는, 그동안 쿠르드 자치정부와 체결된 석유개발 계획은 모두 불법이라고 주장하였으나, 쿠르드 자치구 유전에서 채굴된 원유를 이라크 국영 석유기업 소모(SOMO)를 통해 수출할 것이라며 수출을 허용했다.
2009년 12월 12일 한국가스공사는 이라크 중앙정부가 바그다드에서 실시하는 유전 및 가스전 15곳에 대한 2차 국제입찰에 참여했다. 한국석유공사와 SK에너지는 2007년 쿠르드 자치정부와 8개 광구에 대한 개발계약을 맺었다는 이유로 중앙정부가 실시하는 입찰에는 참여할 수 없었다.

## 광구

### 한국의 광구
한국석유공사는 쿠르드 지역에서 8개 광구를 확보했다.
- 바지안 광구 Bazian block
- 상가우 노스 광구 Sangaw North block
- 상가우 사우스 광구 Sangaw South block
- 쿠쉬 타파 광구 Qush Tappa
- 하울러 에어리어 Hawler Area
  - Khabat
  - Dimir Dagh
  - Zab
  - Hawler

### 외국 석유업체의 인근 광구
- 타우케 유전
- 타크타크 유전
- 미란 웨스트 광구

## 경제성
2008년 계약체결 당시 한국석유공사는 확보 원유량이 한국의 2년치 소비량인 19억 배럴이라고 밝혔다. 그러나 2011년 국회 지식경제위에 제출된 한국석유공사에 따르면, 경제성이 없다고 밝혀졌다.